# Boda István (költő)
Boda István (Kisvárda, 1928. december 19. –) magyar költő, író, újságíró.

## Életútja
Boda József és Séra Julianna gyermekeként látta meg a napvilágot Kisvárdán. Érettségi után segédmunkás volt, majd a Kossuth Lajos Tudományegyetemen folytatott felsőfokú tanulmányokat, 1954-ben szerzett magyar nyelv- és irodalom szakos középiskolai tanári oklevelet. 1950-től az Építünk, 1954–1970 között e lap utódjának, az Alföld szerkesztőségi munkatársa. 1954–1956 között szerkesztette a Debreceni Néplapot is, majd 1965-től a Hajdú-Bihar Megyei Napló munkatársa, később főszerkesztő helyettese volt, innen vonult nyugalomba.

## Családja
1954-ben vette feleségül Porkoláb Juditot, házasságukból két gyermek született: Judit (1955), István (1958).

## Munkássága
A Tűz-tánc–nemzedékhez tartozott, reflexióként az 1956-os forradalom eseményeire jelentették meg a fiatal írók a Tűz-tánc antológiát 1958-ban.
Hagyományos költői eszközökkel, nosztalgikus hangnemben tesz vallomást a legbensőbb dolgokról, a szülőföldről, a paraszti sorsról, az emberi érzésekről, érzelmekről. Leginkább versekben fejezi ki mondanivalóját, de ír prózát is. Szerkesztőségének ideje alatt a megyei napilapok közül a Hajdú-Bihari Napló az egyik legszínvonalasabb megyei napilap volt, jeles irodalmárok, nyelvészek, néprajzosok, helytörténészek forrásértékű közleményeinek is helyt adott.

## Kötetei (válogatás)

### Versek
- Három költő versei. (Boda István, Pákolitz István, Petrovátz István) (1954)
- Féltem a világot (1955)
- Mint a vándorló madarak (1966)
- Tétova Ikaruszok (1979)
- Magamnak fütyörészek: [versek 1979-1988] (1998)
- Égi meghívó; Ethnica, Debrecen, 1998
- Szökevény utazó (2008)
- Hűség mindhalálig (válogatott versek, 2017)

### Próza
- Angyal áll az ajtó előtt: regény (1986, grafika Bálványos Huba)

## Díjak, elismerések
- Csokonai Vitéz Mihály-díj (1967)
- Munka Érdemrend, ezüst (1968) és arany (1979) fokozat
- Aranytoll (1991)
- Táncsics Mihály-díj (1992)